# Armavir (marz)
Pour les articles homonymes, voir Armavir.
L'Armavir  (en arménien Արմավիր) est un marz de l'Arménie situé au centre-ouest du pays, dont la capitale est Armavir, ancienne Hoktemberyan et Sardarapat. Il est bordé au sud et à l'ouest par la Turquie, au nord par le marz d'Aragatsotn, au nord-est par Erevan, et à l'est par le marz d'Ararat à l'est.
D'une superficie de 1 242 km2, le marz compte 282 600 habitants en 2009.

## Géographie

### Situation
|         | Marz d'Aragatsotn |                     |
| Turquie | marz d'Armavir    | Communauté d'Erevan |
|         | Turquie           | Marz d'Ararat       |

### Géographie physique
Situé sur le haut-plateau arménien, le territoire du marz jouxte la rive gauche de l'Araxe.

### Géographie humaine
Outre la capitale Armavir, la région compte deux autres villes (« communautés urbaines ») : Etchmiadzin et Metsamor. Elle comprend également 94 « communautés rurales ».
| Armavir | Baghramyan | Etchmiadzin |
| 1. Aknalij 2. Alashkert 3. Amasia 4. Araks 5. Arazap 6. Arevadasht 7. Arevik 8. Argavand 9. Armavir 10. Armavir 11. Artamet 12. Artashar 13. Aygeshat 14. Aygevan 15. Bambakashat 16. Berkashat 17. Eghegnut 18. Getashen 19. Hatsik 20. Haykavan 21. Janfida 22. Jrashen 23. Khanjyan 24. Lenughi 25. Lukashin 26. Mayisyan 27. Metsamor 28. Mrgashat 29. Nalbandyan 30. Nor Armavir 31. Nor Artages 32. Norapat 33. Noravan 34. Pshatavan 35. Sardarapat 36. Shenavan 37. Talvorik 38. Tandsut 39. Zartonk | 1. Argina 2. Bagaran 3. Baghramyan 4. Dalarik 5. Ervandachat 6. Hushakert 7. Karakert 8. Koghbavan 9. Lernagog 10. Myasnikyan 11. Nor Kesaria 12. Shenik 13. Vanand | 1. Aghavnatun 2. Aknashen 3. Amberd 4. Apaga 5. Aragats 6. Araks 7. Aratashen 8. Arevashat 9. Arshaluys 10. Artimet 11. Aygek 12. Aygeshat 13. Baghramyan 14. Dasht 15. Doghs 16. Eraskhahun 17. Etchmiadzin 18. Ferik 19. Gai 20. Geghakert 21. Griboyedov 22. Haykashen 23. Haytagh 24. Hovtamej 25. Jrarat 26. Jrarbi 27. Khoronk 28. Lernamerds 29. Lusagyugh 30. Margara 31. Merdsavan 32. Metsamor 33. Mrgastan 34. Musaler 35. Norakert 36. Parakar 37. Ptghunk 38. Shahumyan 39. Shahumyani 40. Taronik 41. Tsaghkalanj 42. Tsaghkunk 43. Tsiatsan 44. Vardanashen 45. Voskehat |

## Histoire
Comme les autres marzer arméniens, le marz d'Armavir a été créé par la Constitution arménienne adoptée le 5 juillet 1995, mise en œuvre sur ce point par la loi relative à la division territoriale administrative de la République d'Arménie du 4 décembre 1995 et par le décret relatif à l'administration publique dans les marzer de la République d'Arménie du 2 mai 1997. Le marz d'Armavir a ainsi été constitué par la fusion de trois raions soviétiques : Bagrhramyan, Etchmiadzin et Hoktemberyan.
L'histoire antérieure de la région relève de celle de la province historique d'Ayrarat.

## Démographie
|                    | 1991    | 1993    | 1995    | 1997    | 1999    | 2001    | 2002    | 2003    | 2004    | 2005    | 2006    | 2007    |
| ------------------ | ------- | ------- | ------- | ------- | ------- | ------- | ------- | ------- | ------- | ------- | ------- | ------- |
| Population         | 283 300 | 283 300 | 274 100 | 275 400 | 276 600 | 276 200 | 276 400 | 276 800 | 277 300 | 278 200 | 279 200 | 280 200 |
| Population urbaine | 113 800 | 114 300 | 104 500 | 102 400 | 101 300 | 99 100  | 98 400  | 98 500  | 98 600  | 98 900  | 99 200  | 99 600  |
| Source : ArmStat   |         |         |         |         |         |         |         |         |         |         |         |         |

## Tourisme
Les principaux centres touristiques de la région sont religieux : le Saint-Siège d'Etchmiadzin et les vestiges de la cathédrale de Zvartnots (VIIe siècle) ; leur ensemble est inscrit sur la liste du patrimoine mondial de l'UNESCO depuis 2000.

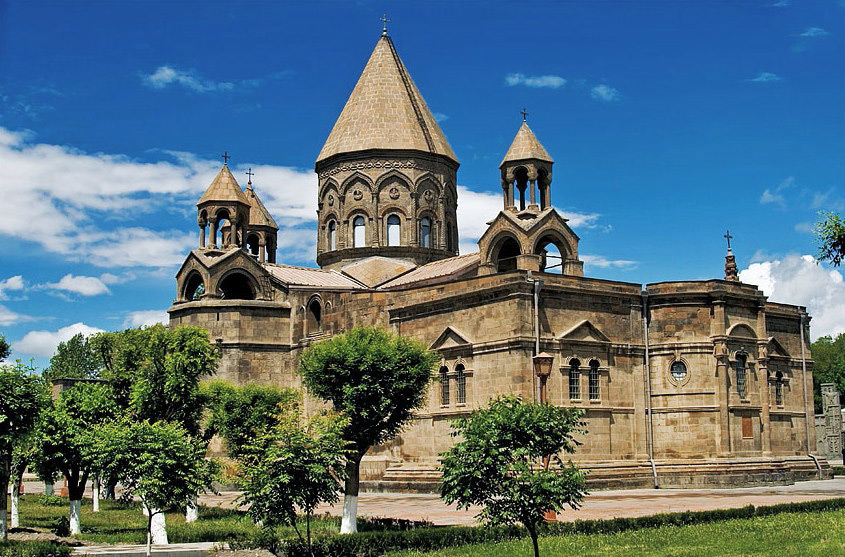
Sourp Etchmiadzin.
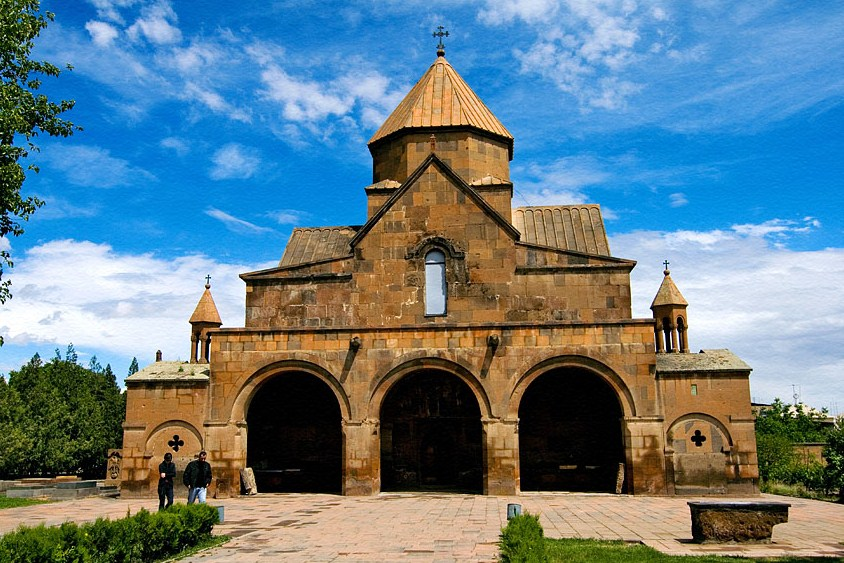
Sourp Gayané, Etchmiadzin.
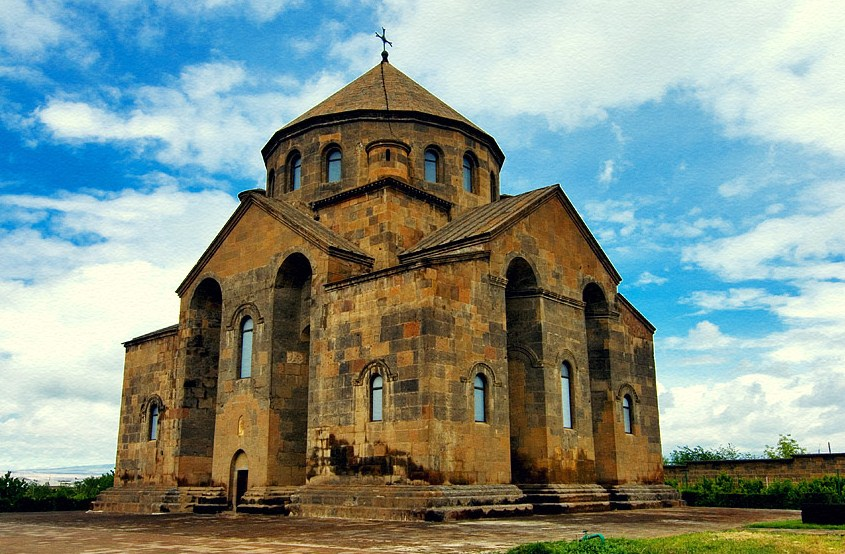
Sourp Hripsimé, Etchmiadzin.
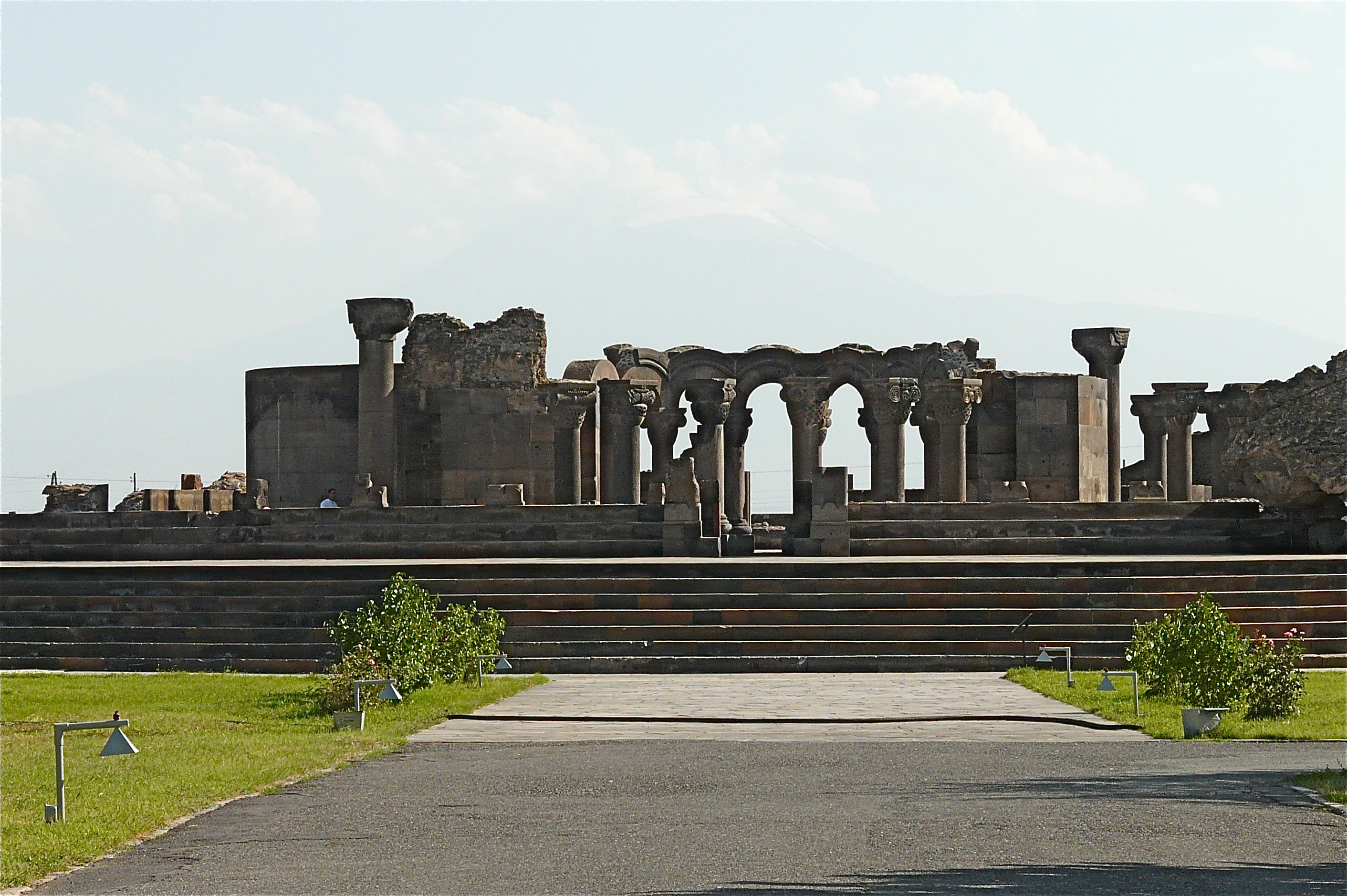
Zvartnots
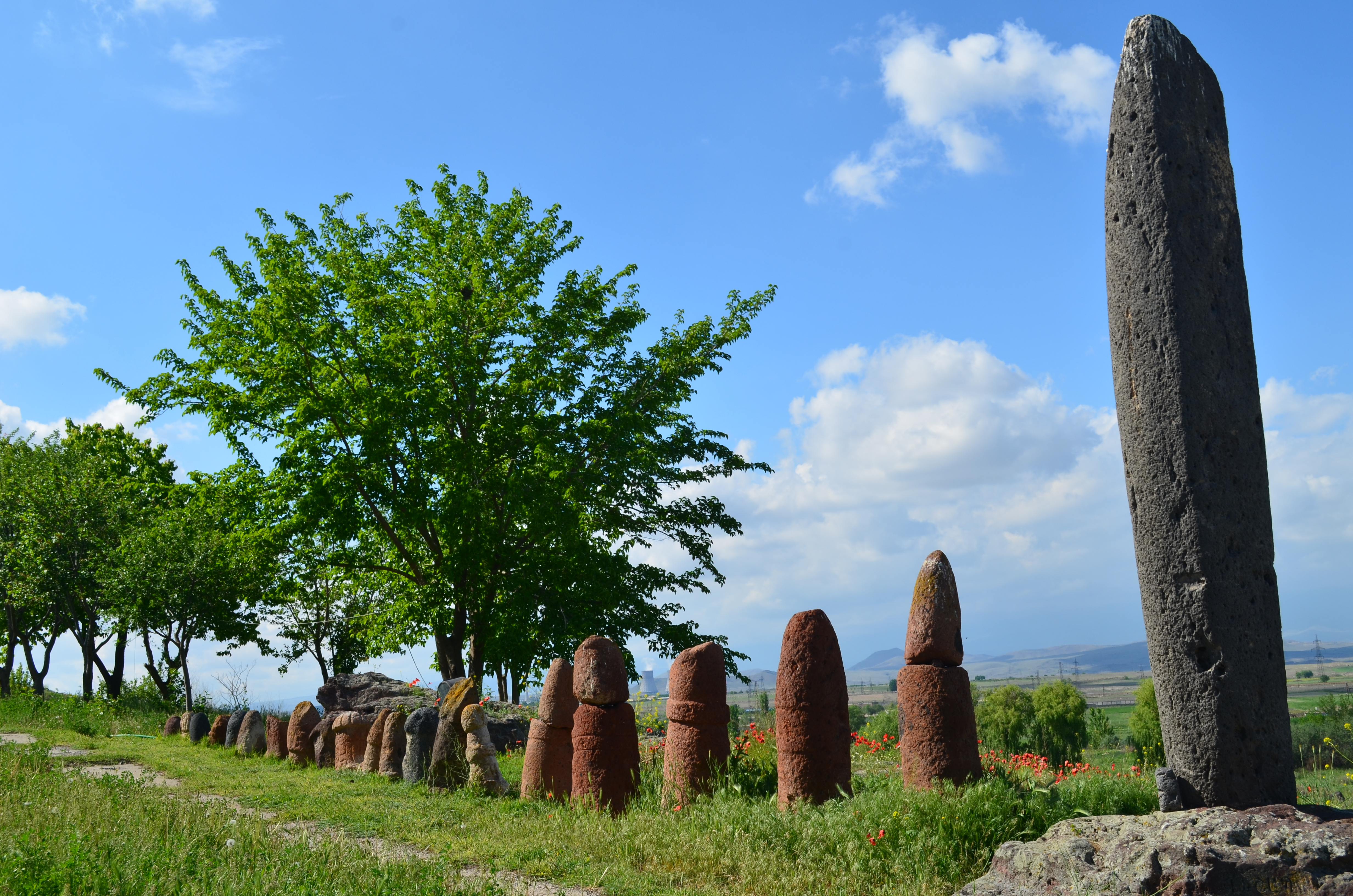
Site de Metsamor